# Amarildo de Jesus Santos
Amarildo de Jesus Santos (sinh ngày 6 tháng 7 năm 1986) là một cầu thủ bóng đá người Brasil.

## Sự nghiệp câu lạc bộ
Amarildo de Jesus Santos đã từng chơi cho Shonan Bellmare.